# شاين أوسبورن
شاين أوسبورن (بالإنجليزية: Shane Osborn)‏ هو ضابط أمريكي، ولد في 21 يونيو 1974 في Loomis, South Dakota ‏ في الولايات المتحدة.

## وصلات خارجية
- الموقع الرسمي